# Jakob Ecker

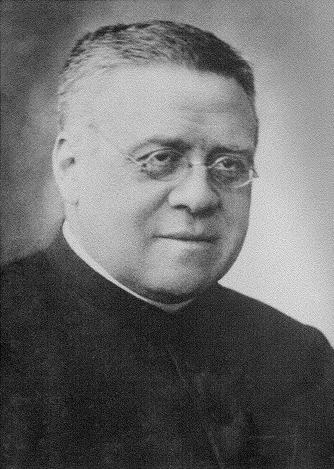
Jakob Ecker

Jakob Ecker (* 28. Februar 1851 in Lisdorf; † 17. November 1912 in Trier) war ein deutscher  römisch-katholischer Priester, Theologe und Publizist aus dem Bistum Trier.

## Leben und Wirken
Jakob Ecker besuchte bis 1871 das Friedrich-Wilhelm-Gymnasium in Trier und studierte dann Philosophie und Katholische Theologie am dortigen Priesterseminar. Nach Priesterweihe (1875) und Promotion an der Universität Bonn (1879) lehrte er in Münster als Privatdozent die semitischen Sprachen. 1895 wurde er in Freiburg im Breisgau zum Dr. theol. promoviert. 1886 berief ihn der Trierer Bischof Michael Felix Korum zum Professor für Semitica und alttestamentlichen Exegese am wiedereröffneten Trierer Priesterseminar. Er war ein entschiedener Vertreter des Antitalmudismus und Verfasser antijudaistischer Schriften.
Besonders bekannt wurde Ecker durch mehrere Bibelausgaben, darunter der ersten katholischen Hausbibel des 20. Jahrhunderts, die er aus der Vulgata übersetzt hatte. Seine Schulbibel wurde Anfang des 20. Jahrhunderts in der Diözese Trier sowie in fünf bayerischen Bistümern verbindlich eingeführt und hatte wegweisenden Einfluss auf die Entwicklung des katholischen Bibelunterrichts. Später ist sie von zahlreichen deutschen Diözesen übernommen worden und erschien in Deutschland bis 1957; illustriert war sie von dem bekannten Kunstmaler Philipp Schumacher (1866–1940).
Jakob Ecker entwickelte die Bibliothek des Bischöflichen Priesterseminars. Seine Systematik einer gruppenakzessorischen Aufstellung nach 25 Sachgebieten wurde bis 1986 beibehalten. Dem außergewöhnlich umfangreichen Sachgebiet „Orientalia“ fügte er selbst neben Lexika, Nachschlagewerken und Grammatiken Texteditionen orientalisch-semitischer Schriften hinzu.

## Werke
- Katholische Schulbibel. Verlag August Lax, Hildesheim 1973.
- Katholische Hausbibel. Verlag der Paulinus-Druckerei, Trier 1903–1905.
  - Erster Band – Altes Testament – erste Hälfte: Biblische Geschichte des Alten Testamentes; Erste Hälfte: Von der Erschaffung der Welt bis zum Tode Davids mit Einschluss späterer Psalmen
  - Zweiter Band – Altes Testament – zweite Hälfte: Biblische Geschichte des Alten Testamentes; Zweite Hälfte: Vom Regierungsantritt Salomons bis zum Schluss der Makkabäerzeit
  - Dritter Band: Neues Testament
- Francois X. Coulin, übersetzt von Jakob Ecker: Die Gottesbraut. Betrachtungen über die Jungfräulichkeit. Freiburg im Breisgau 1894.
- Der „Judenspiegel“ im Lichte der Wahrheit. Eine wissenschaftliche Untersuchung. Bonifatius-Verlag, Paderborn 1884 (später weitere Auflagen).
- Katholische Schulbibel für die Erzdiözese Köln. Schwann, Düsseldorf 1929. Digitalisierte Ausgabe der Universitäts- und Landesbibliothek Düsseldorf